# Oldenlandia rosulata
Oldenlandia rosulata är en måreväxtart som beskrevs av Karl Moritz Schumann. Oldenlandia rosulata ingår i släktet Oldenlandia och familjen måreväxter.

## Underarter
Arten delas in i följande underarter:
- O. r. littoralis
- O. r. parviflora
- O. r. rosulata